# United Plankton Pictures
Az United Plankton Pictures Inc. egy amerikai produkciós cég, a SpongyaBob Kockanadrág sorozat és a hozzá kapcsolódó filmek és rövidfilmek gyártója. A névben utalnak Sheldon J. Planktonra, Spongyabob ellenségére.

## Produkciók

### Sorozatok
- SpongyaBob Kockanadrág (1999-napjainkig) (társprodukció a Nickelodeon Animation Studios-al)

### Filmek
- Spongyabob – A mozifilm (2004) (társprodukció a Paramount Pictures-el és a Nickelodeon Movies-al)
- Spongyabob – Ki a vízből! (2015) (társprodukció a Paramount Pictures-el és a Nickelodeon Movies-al)
- SpongyaBob: Spongya szökésben (2020) (társprodukció a Paramount Pictures-el és a Nickelodeon Movies-al)

### Rövidfilmek
- The Green Beret (1991)
- Wormholes (1992)
- SpongeBob SquarePants 4-D (2002) (társprodukció a Blur Studio-val)
- Juice Man (2005)
- Traffic Jam (2006)
- Végtelen nyár (2006)
- Outfit (2006)
- Crossing the Street (2007)
- Flowers for Sandy (2007)
- Anything for Baby (2007)
- Me Money (2007)
- The Pie (2007)
- Mi történt Spongyabobbal? (2008)
- Moldy Sponge (2009)
- SpongeGod (2010)
- GumShoe SquarePants (2011)
- Sandy's vacation in ruins (2011)

## Fordítás
Ez a szócikk részben vagy egészben  az   United Plankton Pictures című angol Wikipédia-szócikk fordításán alapul.  Az eredeti cikk szerkesztőit annak laptörténete sorolja fel. Ez a jelzés csupán a megfogalmazás eredetét és a szerzői jogokat jelzi, nem szolgál a cikkben szereplő információk forrásmegjelöléseként.

## Külső hivatkozások
- United Plankton Pictures az IMDb-n